# Carl Friedrich Graumann

Carl Friedrich Graumann (2004)

Carl-Friedrich Graumann (* 31. März 1923 in Köln; † 8. August 2007 in Lobbach) war ein deutscher Psychologe und Universitätsprofessor.
Graumann befasste sich sowohl mit theoretischen Problemen als auch mit der empirischen Forschung in der Psychologie. In der Grundlagenforschung verfolgte er neue Ansätze. Der Schwerpunkt seiner Arbeit lag in den Bereichen:
1. Die Bedeutung der Sprache für die Psychologie und deren empirische Untersuchung
2. Die Verschränkung von Kognition und Kommunikation
3. Die Ökologie menschlichen Erlebens und Verhaltens
4. Die Historizität aller menschlicher Erfahrung und psychologischer Erkenntnis

Als Vertreter der Sozialpsychologie im deutschen Sprachraum erkannte er Schnittmengen dieses Bereiches mit der Allgemeinen Psychologie, wie beispielsweise zum Gedächtnis. Als ein wichtiger Beitrag für die Entwicklung in der Kommunikationspsychologie kann seine Veröffentlichung zu „Interaktion und Kommunikation“ aus dem Jahre 1972 betrachtet werden. Der mit von ihm ins Leben gerufene Sonderforschungsbereich „Sprache und Situation“ wurde durch die Deutsche Forschungsgemeinschaft (DFG) gefördert. Hier arbeiteten Forscher der Psychologie, Linguistik, Soziologie und weiteren Wissenschaften mehrere Jahre gegenstandsbezogen zusammen, was den interdisziplinären Kontext innerhalb der Psychologie aufwertete.
Graumann setzte sich dafür ein, dass die Psychologie sich als Wissenschaft und Praxis im deutschen Sprachraum etablieren konnte. Als Vorstand der Deutschen Gesellschaft für Psychologie, deren Vorsitz er von 1968 bis 1970 innehatte, veröffentlichte er erstmals einen „Bericht über die Lage der Psychologie“, der seither alle zwei Jahre von den jeweiligen Präsidenten erstellt wird. Im ersten dieser Berichte wählte er ein bis heute maßgebliches Format, dass die Psychologie als Wissenschaft, als Fach und als Beruf reflektiert; dies wäre im Sinne seiner Ideologie um den Bereich Darstellung der Psychologie in der Öffentlichkeit zu ergänzen.

## Leben
Graumann nutzte ein Fernstudium der Psychologie an der University of Saskatchewan, Kanada in den Jahren 1943/44. An den Universitäten Köln und Bonn beendete er sein Studium der Psychologie, Philosophie und Physiologie. Seine Promotion in Psychologie erfolgte an der Universität zu Köln im Jahr 1952. Die angeschlossene Habilitation an der Universität Bonn absolvierte er 1959. Von 1963 bis zu seiner Emeritierung 1991 war Graumann ordentlicher Professor an der Universität Heidelberg. Er hatte 1962 eine Gastprofessor an der Duquesne University in Pittsburgh inne und an der New School for Social Research (Graduate Faculty) New York City arbeitete er 1973/74. Er kam zu verschiedenen Forschungsaufenthalten an die École des Hautes Études en Sciences Sociales und der Maison des Sciences de l’Homme in Paris. 1984 heiratete er die Psychologin Lenelis Kruse.
Graumann war Sprecher der Forschergruppe „Sprechen und Sprachverstehen im sozialen Kontext“ Heidelberg/Mannheim von 1983 bis 1988 und des Sonderforschungsbereichs „Sprache und Situation“ Heidelberg/Mannheim von 1989 bis 1993. Zudem war er Ehrenmitglied der DGPs und Gründungsmitglied der Wilhelm-Wundt-Gesellschaft.
Zusammen mit Hubert Feger, Martin Irle und Klaus Holzkamp gründete er 1970 die Zeitschrift für Sozialpsychologie (erscheint seit 2008 unter dem Titel Social Psychology). Mit Johannes Linschoten (1925–1864) gab Graumann die Schriftenreihe Phänomenologisch-psychologische Forschung heraus. Er hat auch wesentlich zur Gründung der European Association of Experimental Social Psychology beigetragen. Er betreute auch die Werkausgabe von Kurt Lewin.

## Forschungsschwerpunkte
Geschichte der Psychologie, speziell der Sozial- und Umweltpsychologie; Psychologie als Humanwissenschaft; der phänomenologische Ansatz in der Psychologie; Perspektivität in Sprache und Denken; Sprachliche Diskriminierung

## Ehrungen
- 1992 Ehrenmitgliedschaft der Deutschen Gesellschaft für Psychologie.
- 2004 Ehrung des wissenschaftlichen Lebenswerks durch die Deutsche Gesellschaft für Psychologie.

## Schriften (Auswahl)
- Social perception: Die Motivation der Wahrnehmung in neueren amerikanischen Untersuchungen. In: Zeitschrift für Experimentelle und Angewandte Psychologie. Band 3, 1956, S. 605–661.
- Zur Aktualgenese von Gedanken und Einfällen. In: H. Thomae (Hrsg.): Bericht über den 22. Kongreß der Deutschen Gesellschaft für Psychologie in Heidelberg 1959. Hogrefe, Göttingen 1960, S. 158–160.
- Phänomenologie und deskriptive Psychologie des Denkens. In: R. Bergius (Hrsg.): Allgemeine Psychologie. I. Der Aufbau des Erkennens. 2. Halbband: Lernen und Denken. Hogrefe, Göttingen 1964, S. 493–518.
- Denken und Denkpsychologie. In: C. F. Graumann (Hrsg.): Denken. Kiepenheuer & Witsch, Köln 1965, S. 13–43.
- Bewußtsein und Bewußtheit. Probleme und Befunde der psychologischen Bewußtseinsforschung. In: W. Metzger (Hrsg.): Allgemeine Psychologie. I. Der Aufbau des Erkennens. 1. Halbband: Wahrnehmung und Bewußtsein. Hogrefe, Göttingen 1966, S. 79–127.
- als Herausgeber: Sozialpsychologie. 1. Halbband: Theorien und Methoden. Hogrefe, Göttingen 1969.
- Sprechen und Denken. In: J. Schlemmer (Hrsg.): Sprache – Brücke und Hindernis. Piper, München 1972, S. 23–34.
- Die Beziehung zwischen Denken und Sprechen als psychologisches Problem. In: A. Rucktäschel (Hrsg.): Sprache und Gesellschaft. Band 131, UTB, Stuttgart 1972, S. 139–153.
- als Herausgeber: Sozialpsychologie. 2. Halbband: Forschungsbereiche. Hogrefe, Göttingen 1972.
- Motivation. 3. Auflage. Hans Huber, Bern 1974.
- War E.A. Dölle ein Phänomenologe? In: T. Herrmann (Hrsg.): Dichotomie und Duplizität. Grundfragen psychologischer Erkenntnis. Ernst August Dölle zum Gedächtnis. Hans Huber, Bern 1974, S. 97–107.
- Die ökologische Fragestellung – 50 Jahre nach Hellpachs „Psychologie der Umwelt“. In: G. Kaminski (Hrsg.): Umweltpsychologie. Perspektiven – Probleme – Praxis. Klett, Stuttgart 1976, S. 21–25.
- mit A. Métraux: Die phänomenologische Orientierung in der Psychologie. In: K. A. Schneewind (Hrsg.): Wissenschaftstheoretische Grundlagen der Psychologie. Reinhardt, München 1977, S. 27–53.
- Verhalten und Handeln. Probleme einer Unterscheidung. In: W. Schluchter (Hrsg.): Verhalten, Handeln und System. Talcott Parsons' Beitrag zur Entwicklung der Sozialwissenschaften. Suhrkamp, Frankfurt 1980, S. 16–31.
- mit M. Wintermantel: Sprachverstehen als Situationsverstehen. In: J. Engelkamp (Hrsg.): Psychologische Aspekte des Verstehens. Springer-Verlag, Berlin/Heidelberg 1984.
- Bewußtsein und Verhalten. Gedanken zu Sprachspielen in der Psychologie. In: H. Lenk (Hrsg.): Handlungstheorien interdisziplinär. Band 3, 2. Halbband: Verhaltenswissenschaftliche und psychologische Handlungstheorien. Wilhelm Fink Verlag, München 1984, S. 547–573.
- Phänomenologische Analytik und experimentelle Methodik in der Psychologie – das Problem der Vermittlung. In: K.-H. Braun, K. Holzkamp (Hrsg.): Subjektivität als Problem psychologischer Methodik. 3. Internationaler Kongress Kritische Psychologie. Campus, Frankfurt 1985, S. 38–60.
- Heterogonie des Wollens: Eine phänomenologisch-psychologische Anregung zur Neubearbeitung der Psychologie des Wollens. In: H. Heckhausen, P. M. Gollwitzer, F. E. Weinert (Hrsg.): Jenseits des Rubikon: Der Wille in den Humanwissenschaften. Springer, Berlin 1987, S. 53–66.
- Aneignung. In: L. Kruse, C. F. Graumann, E.-D. Lantermann (Hrsg.): Ökologische Psychologie: Ein Handbuch in Schlüsselbegriffen. Psychologie Verlags Union, Weinheim 1996, S. 124–130.
- mit K. J. Gergen (Hrsg.): Historical dimensions of psychological discourse. Cambridge 1996.
- Zur Ökologie des Gedächtnisses. In: G. Lüer, U. Lass (Hrsg.): Erinnern und Behalten. Wege zur Erforschung des menschlichen Gedächtnisses. Vandenhoeck & Ruprecht, Göttingen 1997, S. 269–286.
- Eigenart, Disziplinierung und Eigensinn der Psychologie. In: C. Funken (Hrsg.): Soziologischer Eigensinn. Zur „Disziplinierung“ der Sozialwissenschaften. Leske + Buderich, Opladen 2000, S. 177–190.
- mit H. Hühn und T. Jantschek: Stichwort Verhalten. In: J. Ritter (Hrsg.): Historisches Wörterbuch der Philosophie. Schwabe, Basel 2001, Band 11, S. 680–689.
- The phenomenological approach to people-environment studies. In: R. B. Bechtel, A. Churchman (Hrsg.): Handbook of Environmental Psychology. Wiley, New York 2002, S. 95–113.
- Phänomenologische Gedanken zur psychologischen Gedächtnisforschung. In: G. Echterhoff, M. Saar (Hrsg.): Kontexte und Kulturen des Erinnerns. Maurice Halbwachs und das Paradigma des kollektiven Gedächtnisses. UVK, Konstanz 2002, S. 59–74.
- Toleranz und Perspektivität. In: F. Heinzel, A. Prengel (Hrsg.): Heterogenität, Integration und Differenzierung in der Primarstufe. Leske + Budrich, Opladen 2002, S. 22–30.
- mit W. Kallmeyer: Perspective and perspectivation in discourse: An introduction. In: C. F. Graumann, W. Kallmeyer (Hrsg.): Perspective and perspectivation in discourse. John Benjamins, Amsterdam 2002, S. 1–11.
- mit L. Kruse: Räumliche Umwelt. Die Perspektive der humanökologisch orientierten Umweltpsychologie. In: P. Meusburger, T. Schwan (Hrsg.): Humanökologie. Ansätze zur Überwindung der Natur-Kultur-Dichotomie. Franz Steiner, Wiesbaden 2003, S. 239–256.
- Die Verbindung und Wechselwirkung der Individuen im Gemeinschaftsleben. In: Gerd Jüttemann (Hrsg.): Wilhelm Wundts anderes Erbe. Ein Missverständnis löst sich auf. Vandenhoeck & Ruprecht, Göttingen 2006.